# 柘植正時
柘植 正時（つげ　まさとき、天正12年（1584年） - 寛永19年12月9日（1643年1月28日））は、江戸時代初期の江戸幕府旗本、第14代長崎奉行。柘植正俊の子。母は丹羽氏勝の娘。弟に柘植正勝。先妻は森可政の娘、後妻は比留正吉の娘。子に柘植正直、柘植正弘。通称は三四郎、平右衛門。
摂津国に生まれる。慶長5年（1600年）に徳川家康に仕える。慶長14年（1609年）に父より家督を継ぎ、翌年駿府に出仕し、大坂の陣に供奉した後に小姓組となる。元和2年（1616年）から徳川秀忠に仕え、寛永8年（1631年）に使番となり、同年11月に布衣を許される。寛永9年（1632年）より徳川家光に仕える。寛永10年（1633年）、1000石加増され計2400石となる。江戸城本丸修理奉行などを経て、寛永17年（1640年）6月12日に長崎奉行に就任、同年大目付井上政重とともに平戸に行き、西暦が記されていたオランダ商館の破壊を命じ、オランダ商館長フランソワ・カロンは、オランダ人200人を指揮し倉庫の物資を他所に移して商館を破壊した。以後、商館は出島に移ることになった。寛永19年（1642年）、病にて長崎奉行を致仕し、同年12月9日に没。享年59。墓所は大阪府吹田市の大雄院。